# Raul Blanco
Raul Blanco (Buenos Aires, 4 dicembre 1941) è un allenatore di calcio ed ex calciatore argentino.